# جامع محمد رسول الله
جامع محمد رسول الله وهو من مساجد بغداد الحديثة ويقع في جانب الكرخ من مدينة بغداد في منطقة المحمودية، وقد تأسس في عام 1416هـ/1996م، وبتمويل من أهالي المدينة والمتبرعين، وتم افتتاحهُ عام 1998م.
وتبلغ مساحة الجامع 3000م2 وفيهِ مصلى واسع يستوعب حوالي 1500 مصل. ويحتوي المسجد بالإضافة إلى الحرم على مصلى حرم ثانٍ للرجال وتعلو الحرم قبة وكذلك فيه مبنى منارة مرتفعة، ويحتوي على مصلى حرم للنساء ومنزل للامام والخطيب.

## تفجير منارة الجامع
وقد أكد سكان الحي إن سيارات تابعة إلى قوات حفظ النظام والحرس الوطني في العراق قد قامت باقتحامِ جامع محمد رسول الله في 19 يوليو2007 وتفجير منارة مئذنة الجامع في الساعة الثانية صباحاً في أيام شهدت توتراً ومنازعات طائفية بعد أحداث سامراء وذلك عقب تفجير ضريح العسكريين 2006م.